# Comareira
Comareira ist ein portugiesisches Dorf in der Gemeinde (Freguesia) und im Kreis (Concelho) von Góis.
Es ist eines der traditionellen Schiefer-Dörfer der Region und gehört zur überregional beworbenen Route der Aldeias do Xisto. Durch die umliegenden Wälder und Täler führende Wanderwege verbinden sie.
In Comareira existiert mit der Casa de Campo da Comareira eine Herberge des Turismo rural, die sich in besonderer Weise dem naturnahen Erholungsurlaub verschrieben hat. Das von einem gemeinnützigen Verein geführte Nichtraucher-Haus verzichtet bewusst auf Fernseh- und Radiogeräte. Gewinne werden an einen Förderverein der nahen Serra da Lousã abgeführt, der sich um deren Erhalt bemüht.